# Boomerang Fu
Boomerang Fu es un juego de lucha desarrollado y publicado por Cranky Watermelon. El juego se lanzó para Microsoft Windows, Nintendo Switch y Xbox One el 13 de agosto de 2020. El juego también salió para PlayStation 4 y PlayStation 5 el 13 de enero de 2022. En el juego, los jugadores controlan personajes antropomórficos basados en comida, armados con bumeranes y varios potenciadores. Boomerang Fu recibió, en lo general, críticas muy favorables.

## Jugabilidad
En Boomerang Fu, los jugadores controlan personajes inspirados en frutas y armados con bumeranes. Los jugadores pueden optar por lanzar el búmeran o utilizarlo como arma cuerpo a cuerpo. Los bumeranes lanzados caerán al suelo si golpean un objeto. Los bumeranes extraviados pueden ser atraídos por el jugador. Cada personaje sólo puede recibir un golpe antes de morir, a no ser que el jugador golpeado tenga el potenciador de Escudo. El juego cuenta con hasta 30 campos de batalla diferentes. Para ganar un punto, el jugador debe ser el último en pie, o también se puede configurar para ganar un punto por cada eliminación. Se puede jugar en single-player contra adversarios controlados por IA. El juego también cuenta con multijugador local, permitiendo hasta seis jugadores por partida. Si  sales de los bordes por un rato, tu personaje morirá.

## Potenciadores
Los potenciadores se pueden recoger durante la partida al tocar unos libros azules y proporcionan mejoras permanentes mientras esta dure.  Hay una forma para configurar la partida de forma que los jugadores que van perdiendo obtengan el potenciador de escudo. También es posible configurar que tan rápido aparecen los libros azules. Todos los potenciadores se pueden acumular excepto el de fuego y el de hielo. Puedes tener hasta tres potenciadores a la vez. Si recoges un cuarto potenciador, perderás uno de los otros que tenías (sin contar potenciadores de un solo uso como Battle Royale o ¡Picaste!).
| Nombre del potenciador    | ¿Qué hace? |
| ------------------------- | --- |
| A todo gas                | Te moverás mas rápido de lo normal |
| Atraviesa-paredes         | Te permite atravesar paredes mientras haces un dash |
| Búmeran teletransportador | Tras lanzar el búmeran, pulsa el botón de dash para teletransportarte a él |
| Búmeran explosivo         | Tu búmeran explotará tras lanzarlo |
| Multi-búmeran             | Tras lanzar un búmeran, se dividirá en cinco bumeranes |
| Búmeran extra             | Tendrás un búmeran adicional; estará en la otra mano de tu personaje |
| Búmeran de fuego          | Crea un camino de fuego allá donde vaya tu búmeran. Cualquiera que toque el fuego se quemará y morirá tras un tiempo, a menos que pueda alcanzar suelo húmedo. Es posible propagar el fuego a otros jugadores con los que entres en contacto.                                                                           |
| Búmeran de hielo          | Crea un camino de hielo allá donde vaya tu búmeran. Todo el que lo pise se ralentizará y congelará tras un tiempo; para descongelarte, pulsa repetidamente el botón de dash. Pero deberás ser rápido; los oponentes podrían atacarte cuerpo a cuerpo o lanzarte un búmeran en ese tiempo, ¡o empujarte hacia una pared! |
| Disfraz                   | Quédate quieto para transformarte en un objeto cercano. |
| Escudo                    | Te permite aguantar otro golpe; al recibirlo, este potenciador desaparecerá. |
| Battle Royale             | Reduce el área de la línea de puntos, lo que hace que la batalla sea mas intensa |
| Telequinesis              | Te permite controlar tu búmeran pulsando el botón de dash y luego moviéndote normalmente; sin embargo, hay una distancia límite para la activación de este potenciador. |
| Señuelo                   | Te permite crear un clon de tu personaje. Este clon NO puede usar bumeranes |
| ¡Picaste!                 | Tus controles serán invertidos por unos segundos |

## Modos de juego
Hay cuatro modos en Boomerang Fu. Sólo hay uno disponible en la demo.
| Modo de juego      | Descripción                                                                             | En la demo |
| ------------------ | --------------------------------------------------------------------------------------- | ---------- |
| Todos contra todos | Una partida normal y corriente; sin equipos                                             | Sí         |
| Equipos            | Trabaja junto a tus compañeros de equipo. Los puntos se compartirán entre vosotros      | No         |
| Bumerán dorado     | ¡Consigue el búmeran dorado por unos segundos! El búmeran dorado te hace ser más lento. | No         |
| Escondite          | Busca el escondite perfecto o encuentra a tus amigos en este tenso modo de juego.       | No         |

## Contenido descargable
Hay dos DLC que se pueden comprar para el juego. El paquete Fresh Flavors se lanzó en 2021 y el DLC Just Desserts se lanzó en 2024 como parte de la actualización 1.3.1, celebrando 1 millón de copias vendidas.  Ambos DLC son principalmente cosméticos y ofrecen aspectos de diferentes alimentos, aunque el DLC Just Desserts agrega niveles adicionales. 

## Desarrollo y lanzamiento
Boomerang Fu fue uno de los 13 juegos de ID@Xbox anunciados para Xbox One .   También fue uno de los 30 juegos presentados en el stand de Microsoft en la Conferencia de Desarrolladores de Juegos de 2019.   La fecha de lanzamiento del juego se anunció el 9 de julio de 2020.   El 13 de agosto, el juego se lanzó en Microsoft Windows, Xbox One y Nintendo Switch .   El juego se lanzó posteriormente en PlayStation 4 y PlayStation 5 el 13 de enero de 2022. 

## Recepción
Boomerang Fu recibió críticas "generalmente favorables" según el agregador de reseñas Metacritic . 
Ollie Reynolds de Nintendo Life calificó el juego con 7/10 estrellas, elogiando la premisa, la jugabilidad y los potenciadores. Sin embargo, Reynolds criticó la falta de multijugador en línea y los pocos modos de juego. 

### Premios y nominaciones
Boomerang Fu recibió el premio a la mejor jugabilidad en los premios Australian Game Developer Awards de 2020.   El juego también fue nominado a Mejor Sonido y Juego del Año, pero perdió ante Audioplay: Alien Strike y Moving Out, respectivamente.  También recibió una nominación a Mejor Sonido para Medios Interactivos en los Premios Australian Screen Sound Guild de 2020. 
| Año  | Premio                               | Categoría                                | Resultado |
| ---- | ------------------------------------ | ---------------------------------------- | --------- |
| 2020 | Australian Game Developer Awards     | La mejor jugabilidad                     | Ganó      |
| 2020 | Australian Game Developer Awards     | Mejor sonido                             | Nominado  |
| 2020 | Australian Game Developer Awards     | Juego del Año                            | Nominado  |
| 2020 | Australian Screen Sound Guild Awards | El Mejor Sonido para Medios Interactivos | Nominado  |